# Entre tú y yo
Entre tú y yo é uma telenovela venezuelana exibida em 1997 pela Venevisión.

## Elenco
- Renny Donoso - Renny
- Roxana Chacon - Alba
- Rene Velazo - René
- Yorgelys Delgado - Fabiana
- Natacha Moll - Claudia
- José Félix - José Féliz Ceballos